# Detlev Samland
Detlev Samland (ur. 1 maja 1953 w Essen, zm. 8 lipca 2009 w Berlinie) – niemiecki polityk, poseł do Parlamentu Europejskiego III i IV kadencji, w latach 2000–2001 minister w rządzie Nadrenii Północnej-Westfalii.

## Życiorys
Z wykształcenia inżynier, specjalizujący się w urbanizacji i planowaniu przestrzennym. Pracował w jednym z instytutów w Zagłębiu Ruhry, od 1980 prowadził własną działalność gospodarczą w branży reklamowej. Od 1970 należał do Socjaldemokratycznej Partii Niemiec, był m.in. wiceprzewodniczącym socjaldemokratycznej młodzieżówki Jusos.
W latach 1989–1999 sprawował mandat eurodeputowanego, był m.in. przewodniczącym Komisji Budżetowej. W latach 2000–2001 pełnił funkcję ministra ds. federalnych i europejskich w rządzie regionalnym Nadrenii Północnej-Westfalii. Później pracował w Berlinie w agencji konsultingowej.